# Балькань
Балькань (угор. Balkány) — місто в медьє Саболч-Сатмар-Береґ регіоні Північний Великий Альфельд на сході Угорщини. Місто вперше згадується в 1214 році.

## Географія
Місто займає територію в 89,99 км² з населенням за переписом 2002 року 6852 чоловік. Воно лежить приблизно за 28 кілометрів на південний схід від Ньїредьгаза і за 40 км північно-східніше Дебрецена. Балькань оточує багато невеликих сіл.

## Клімат
В місті близько 2000 сонячних годин на рік, це друге за величиною місце після регіону Альфельд. Середньорічна кількість опадів становить 560—590 мм з середньою температурою від 9,5 до 9,6 °C.

## Історія
Вперше Балькань упомінанается в 1214 році. Назва міста турецького походження і відноситься до поняття болотистий або заболочений. Першим власником цього регіону стало відоме сімейство Гут-Келед, що отримало Балькань в подарунок від царя в 1289 році. Потім Балькань була розділена сім'єю, західна частина була віддана Палу і Тамашу, східна частина була віддана синові Пала, Лёрінцу. Під час нападу турків та інших кочових племен місто втратило своє населення. Наступні записи датовані 1578 роком. На початку 18 століття населення міста виросло і влада розподілилася між найбільш заможними сім'ями, такими як Бездеді, Деші, Фінта, Генчі, Гёдені, Гут і Кочог. У 1839 році воно було найбільшим в країні містом з населенням в 3006 чоловік.

### Наші дні
Станом на 2005 рік Балькань має 6852 чоловік населення, більшість якого живе в сільській місцевості. Серйозною проблемою є безробіття: втрата робочих місць випереджає число створених. Як і в минулому, найбільшу зайнятість дає сфера сільського господарства. Тим не менше, відсутність інвестицій і низькі ціни на товари створюють несприятливу для бізнесу середовище.
У місті функціонують дитячі садки, дві початкові та середні школи, у яких навчається приблизно 1300 дітей. Влітку діти мають можливість відпочивати в дитячих таборах при школах.

## Галерея

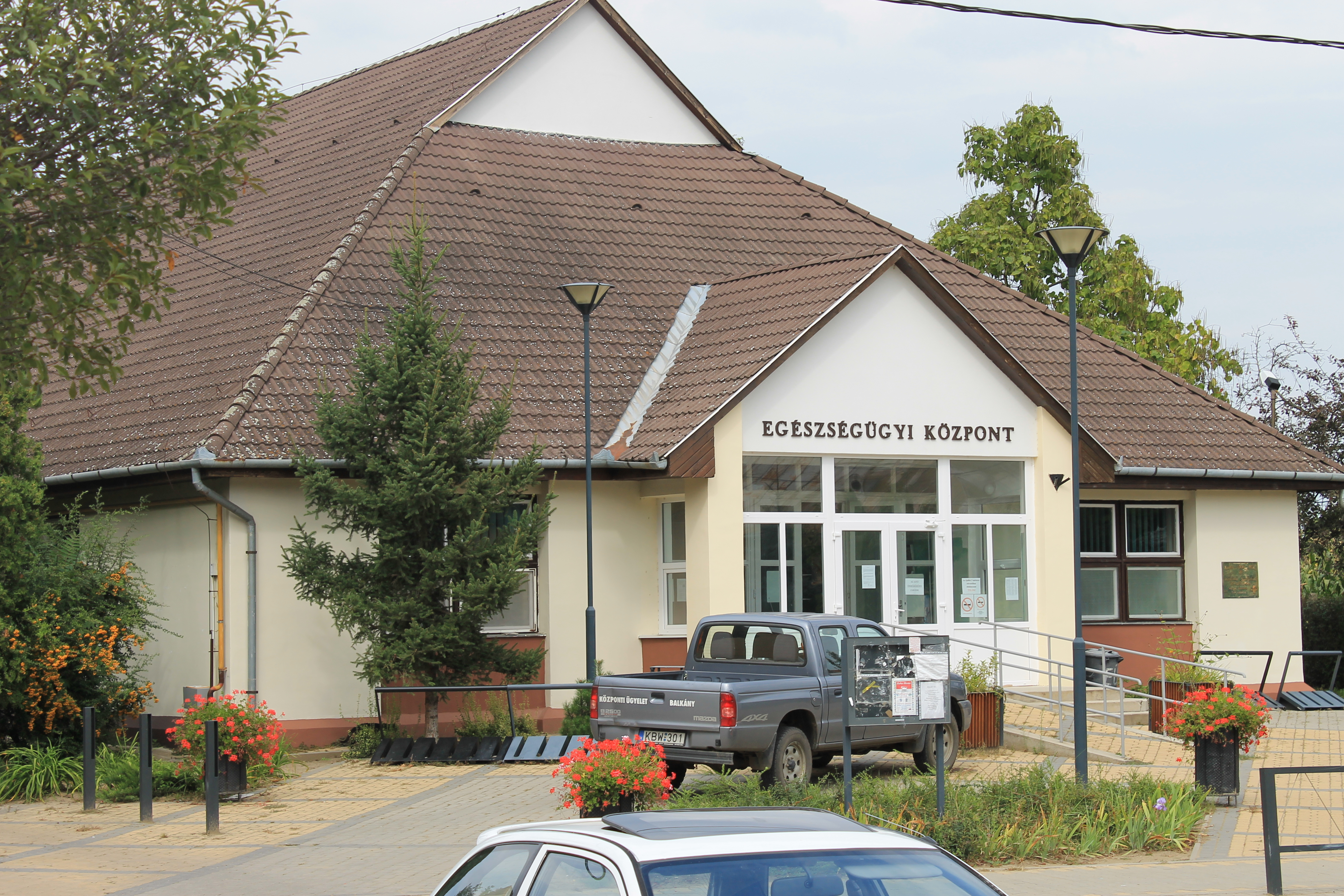
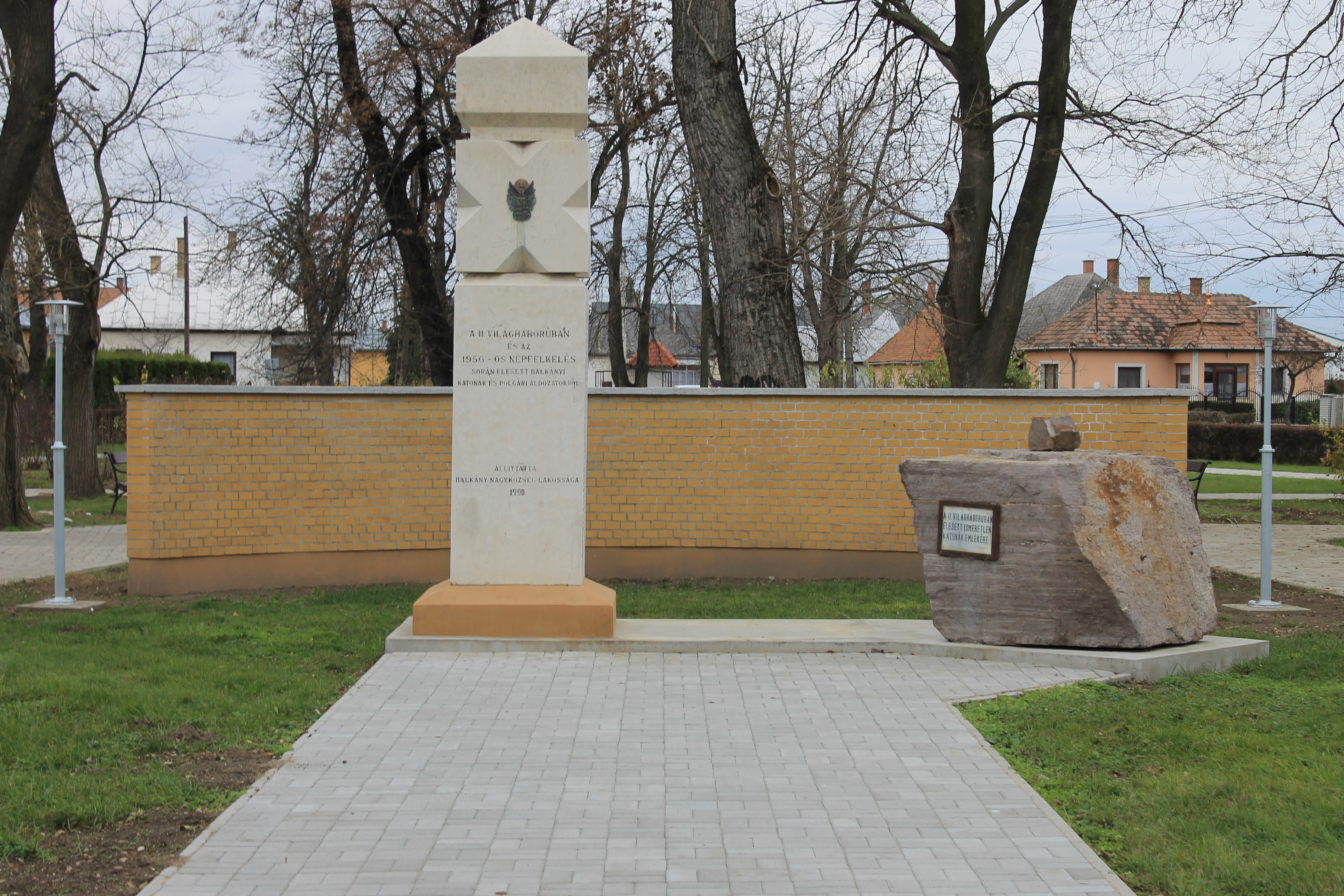
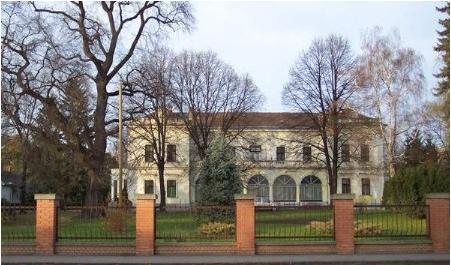
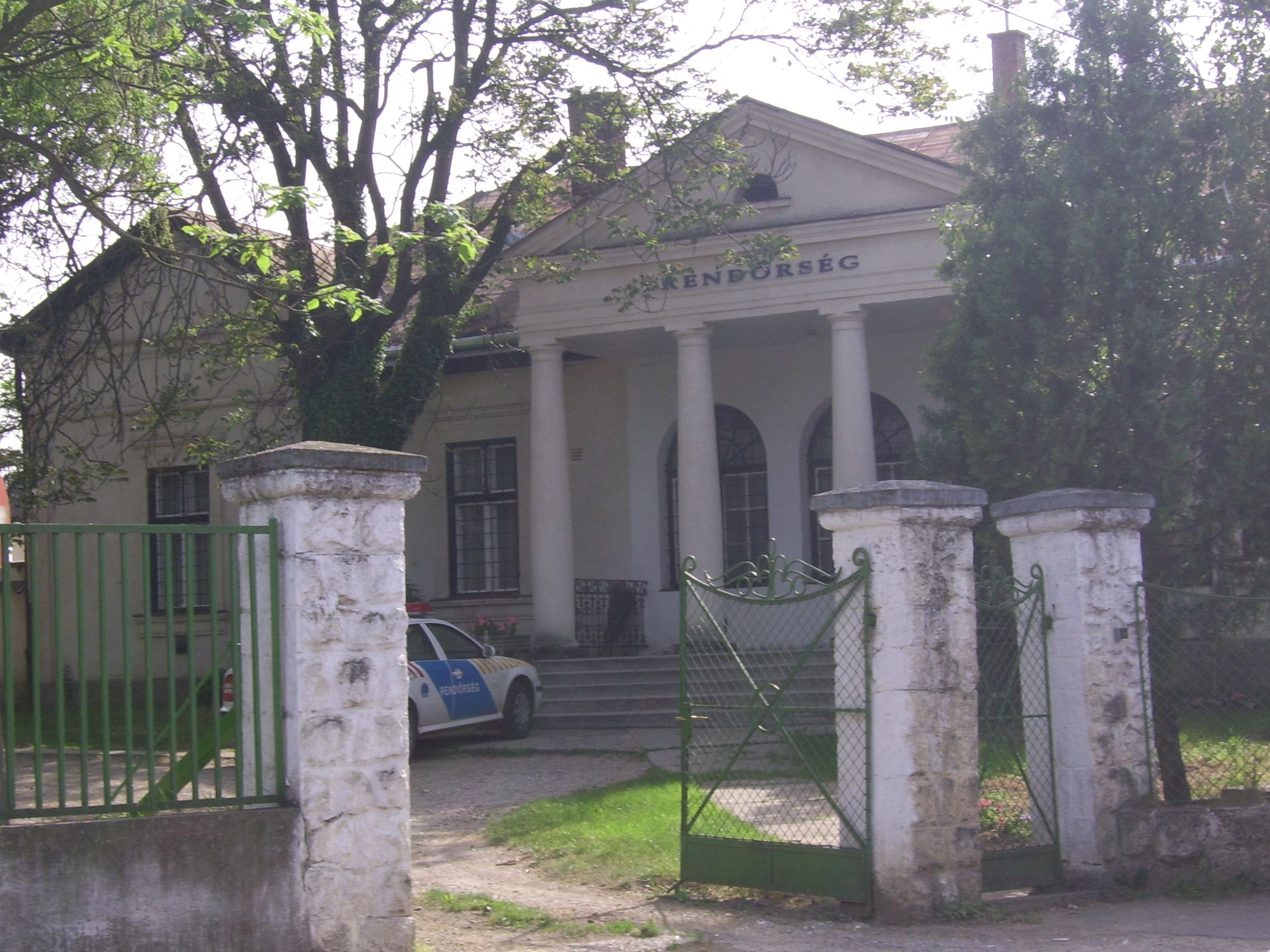
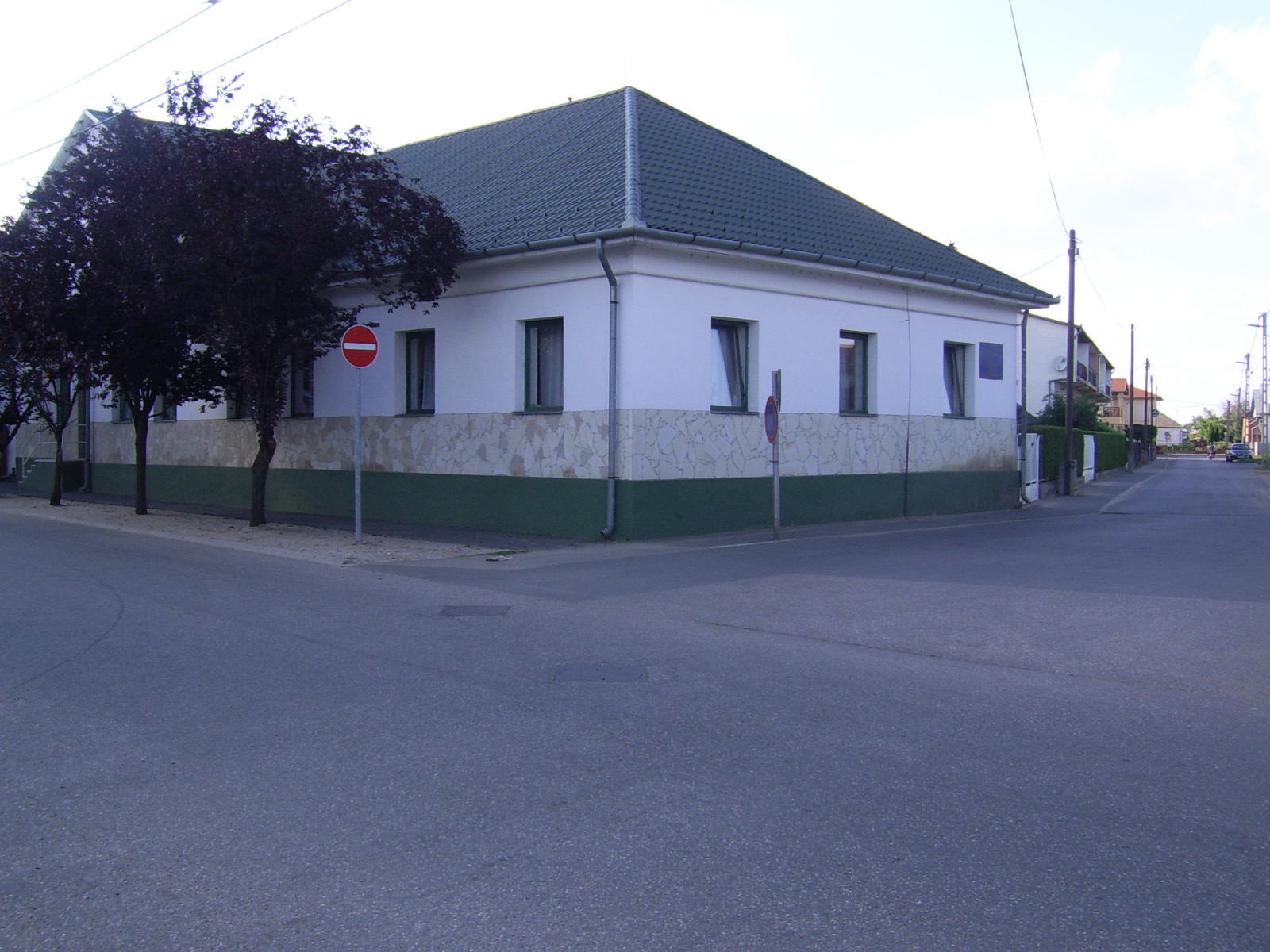
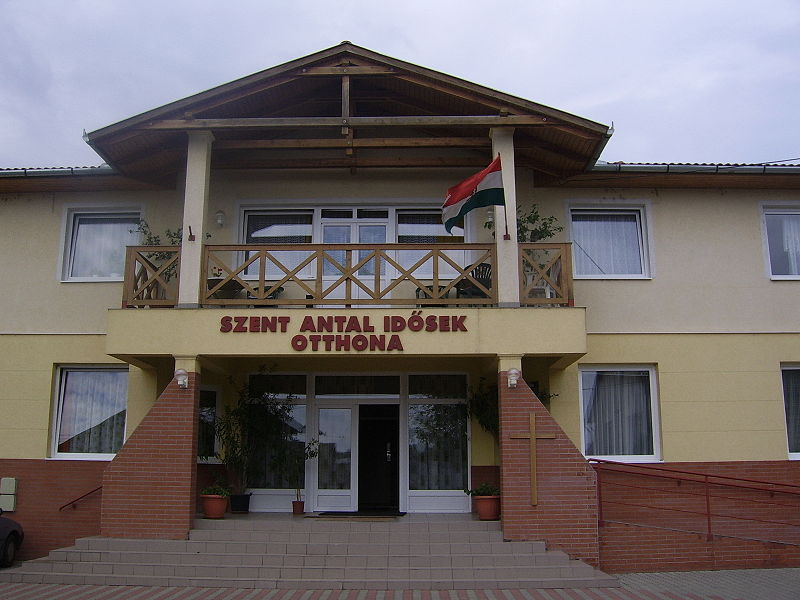
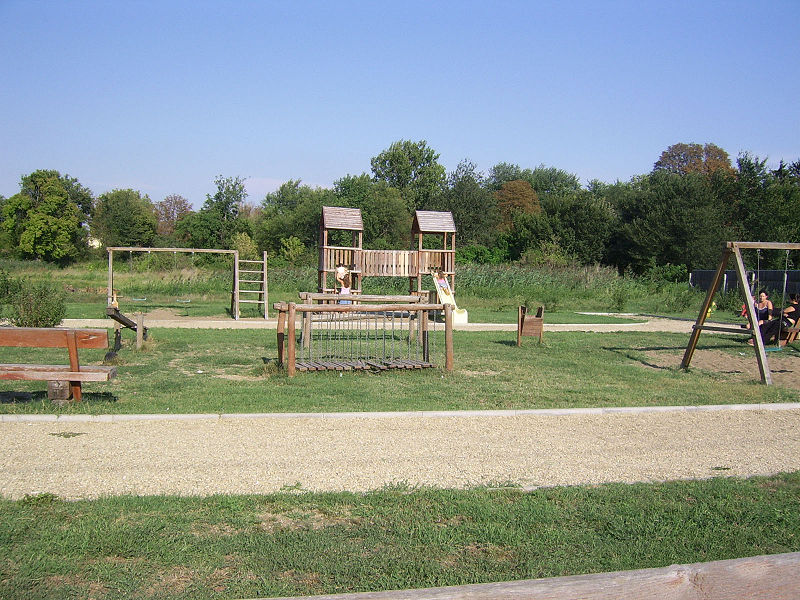
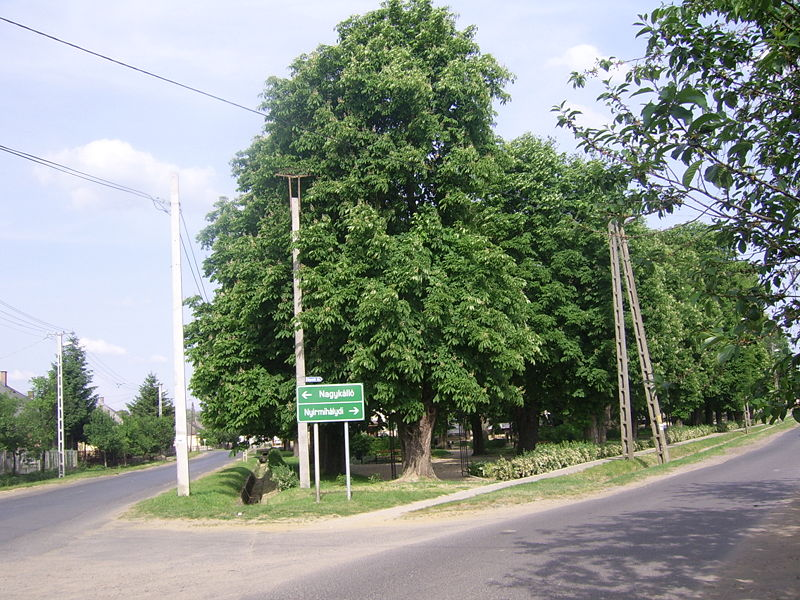
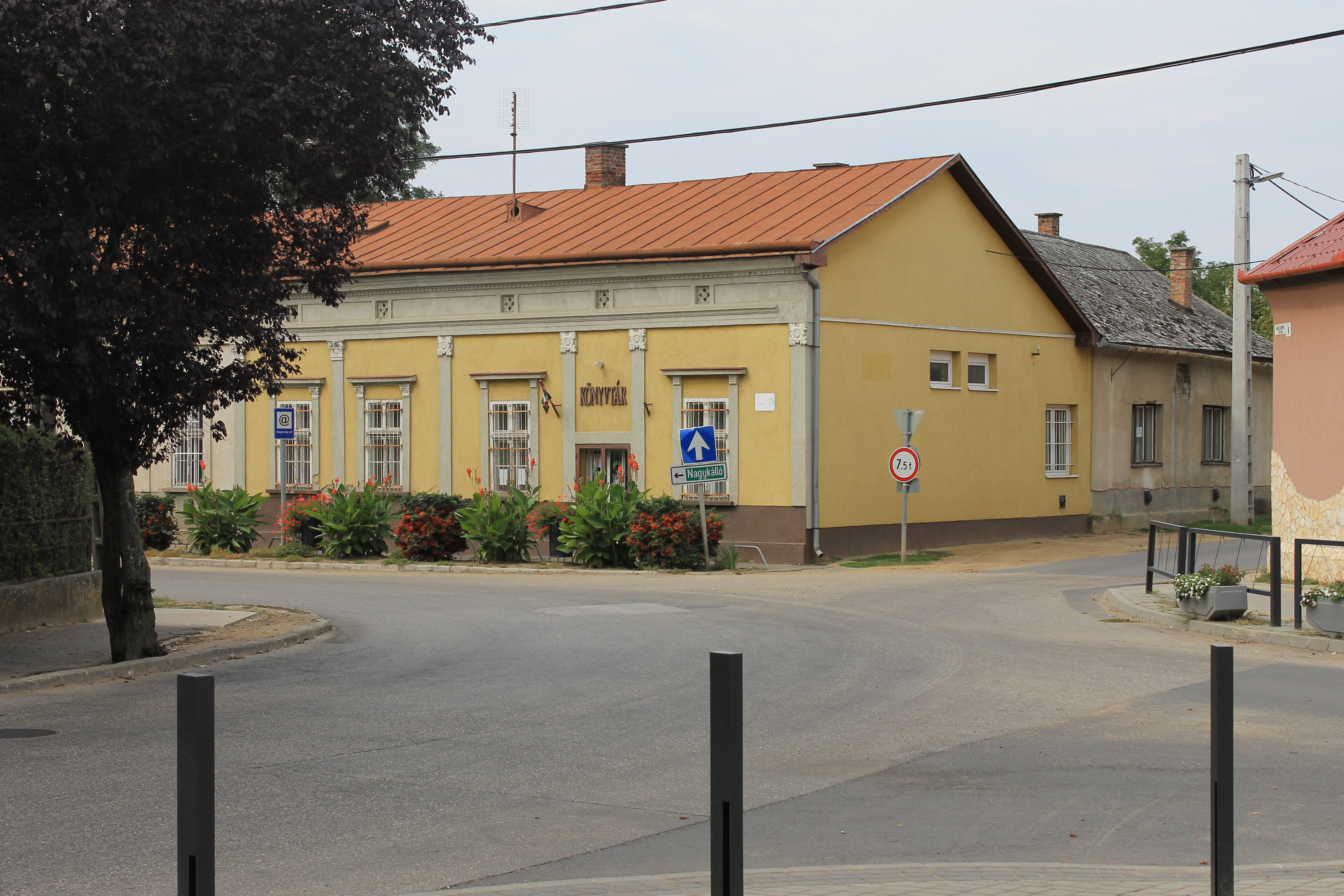
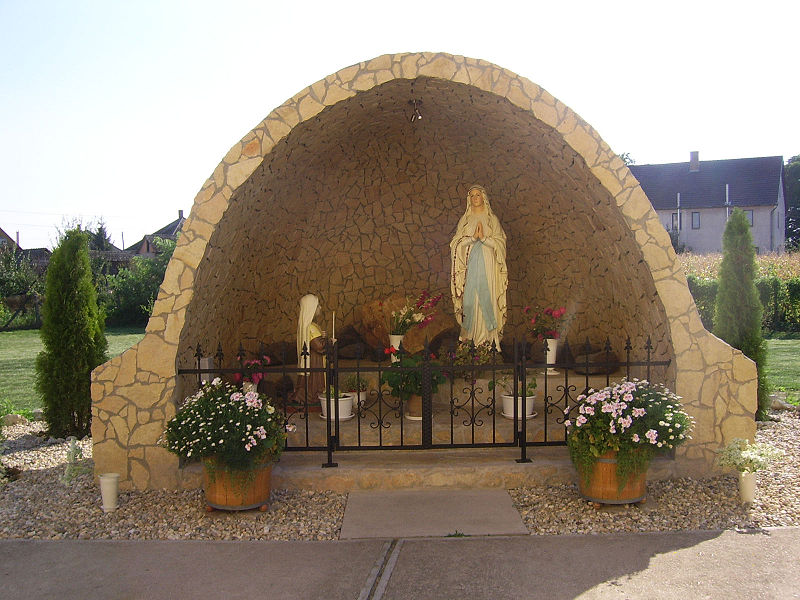
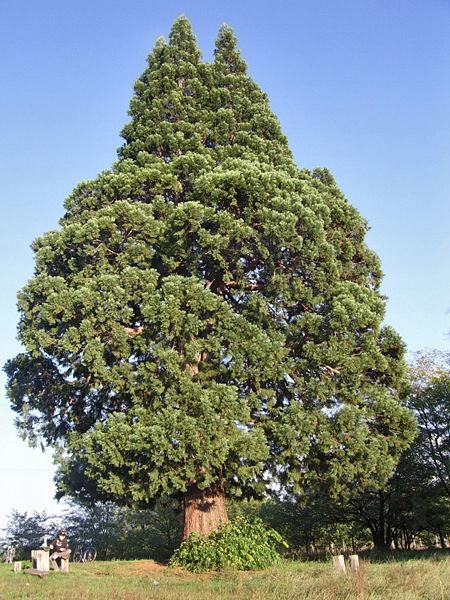
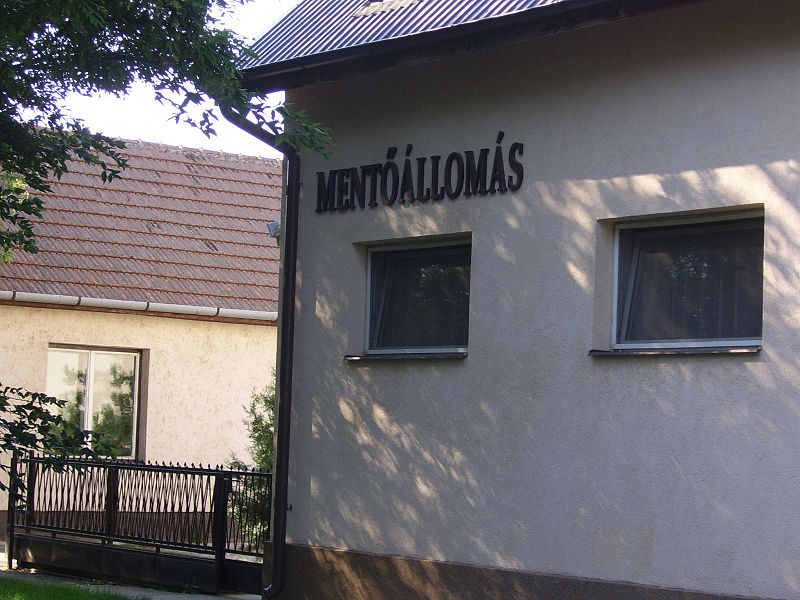
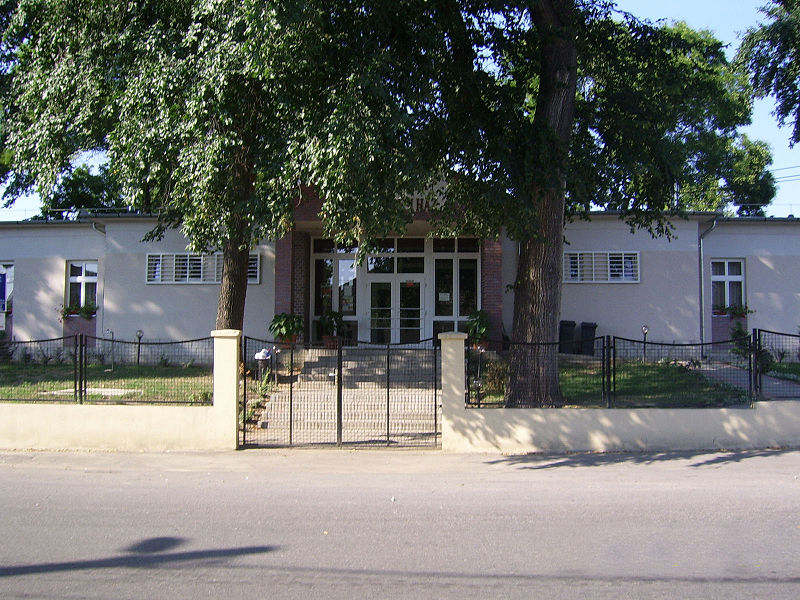
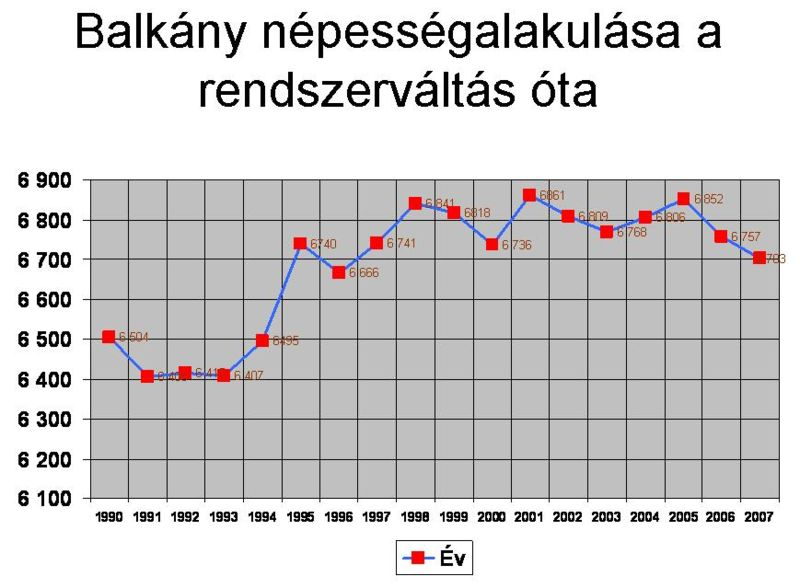
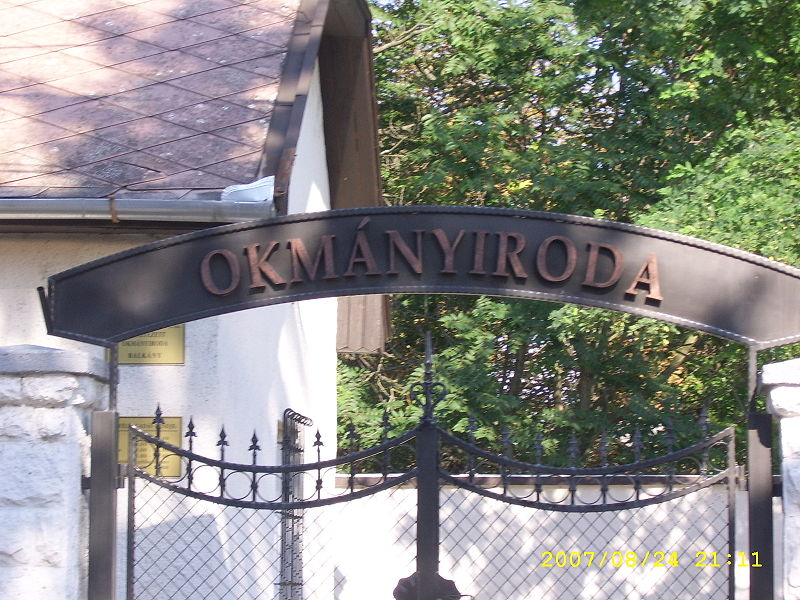
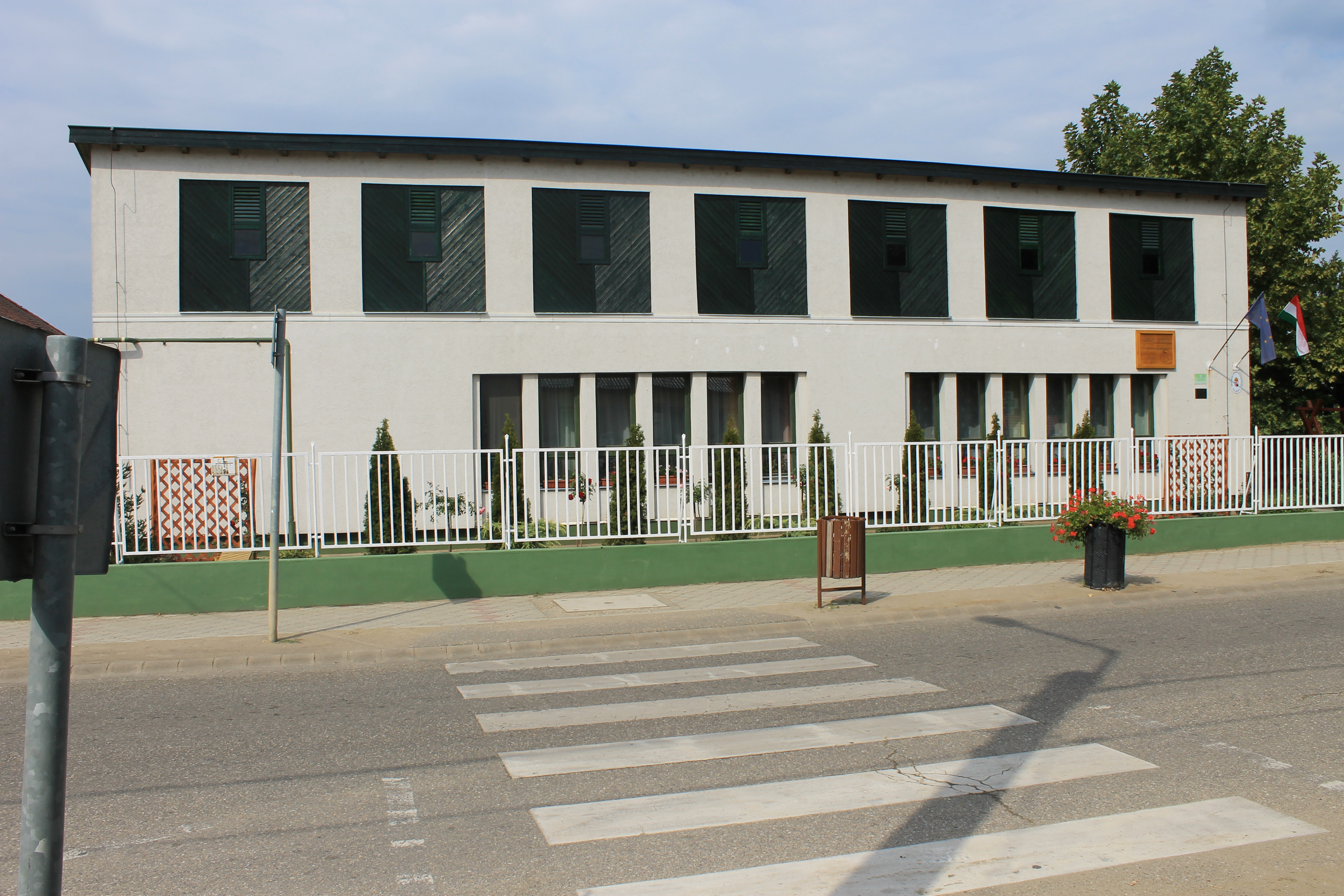
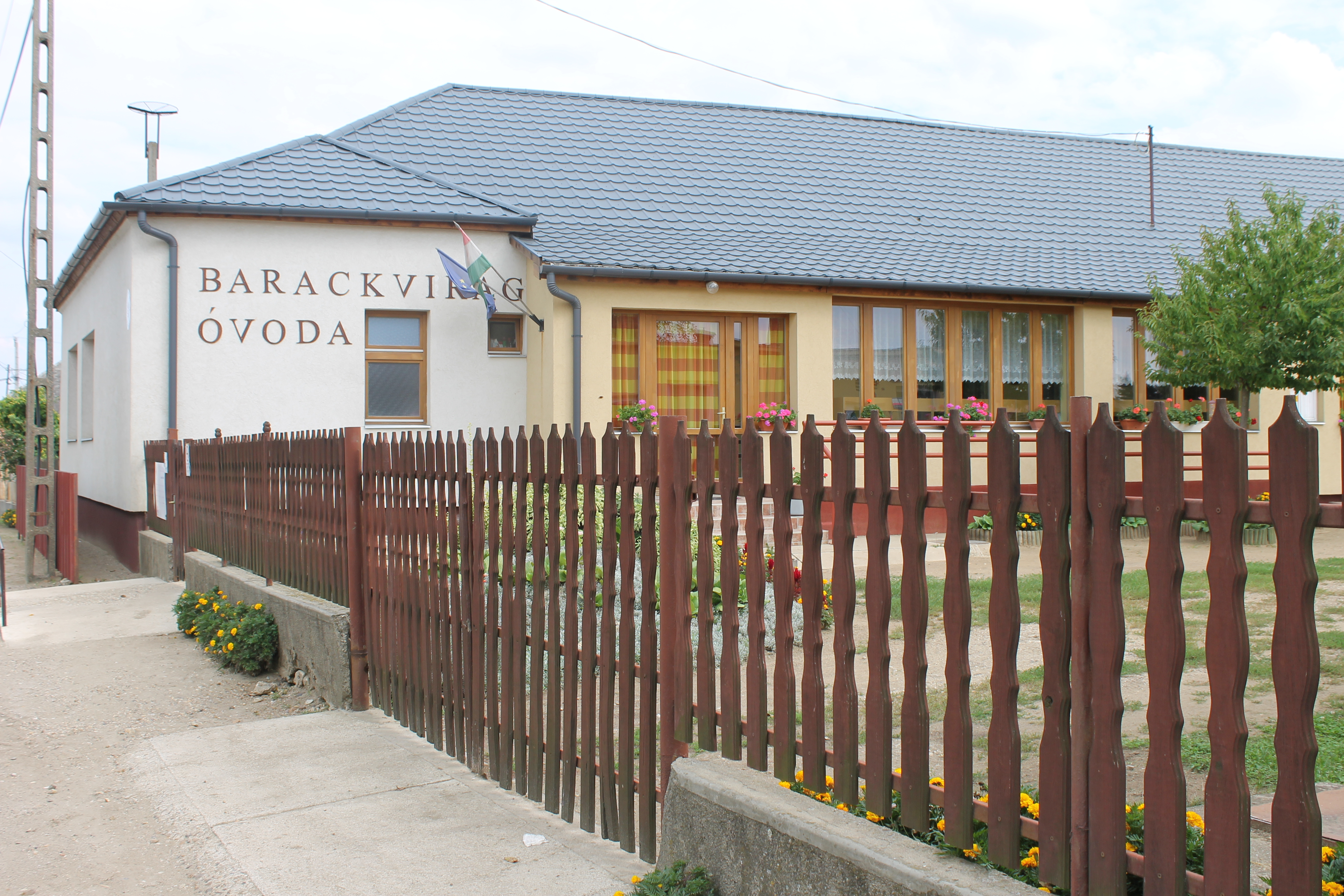
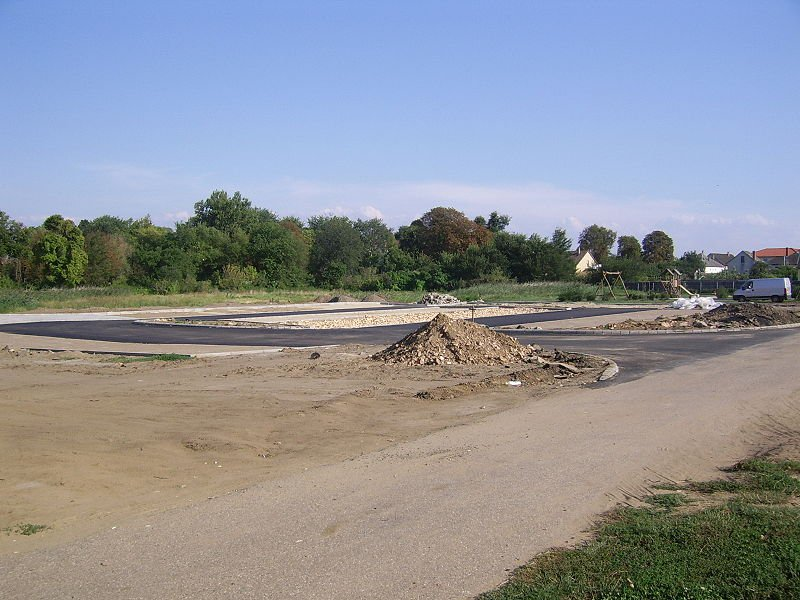
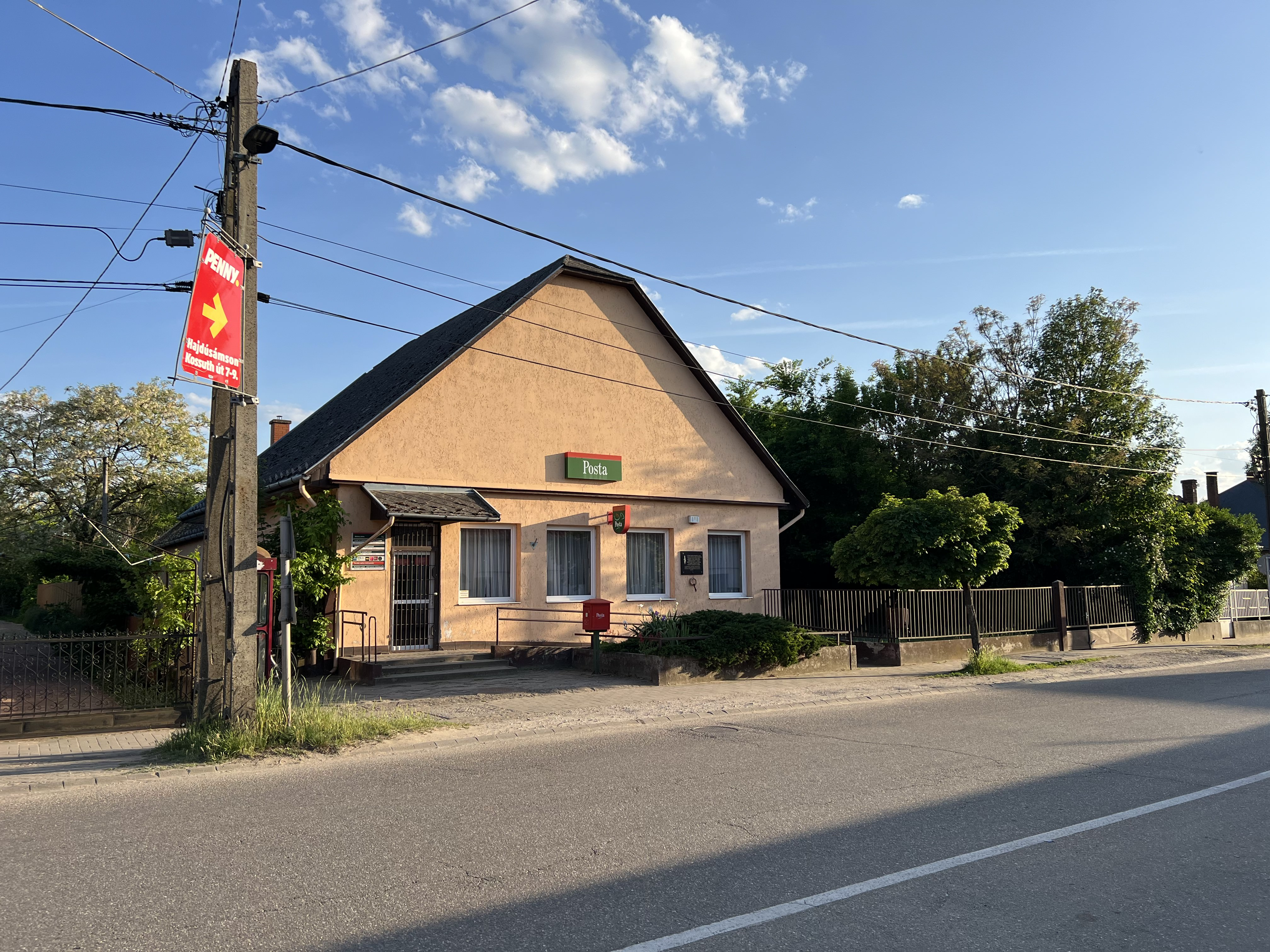
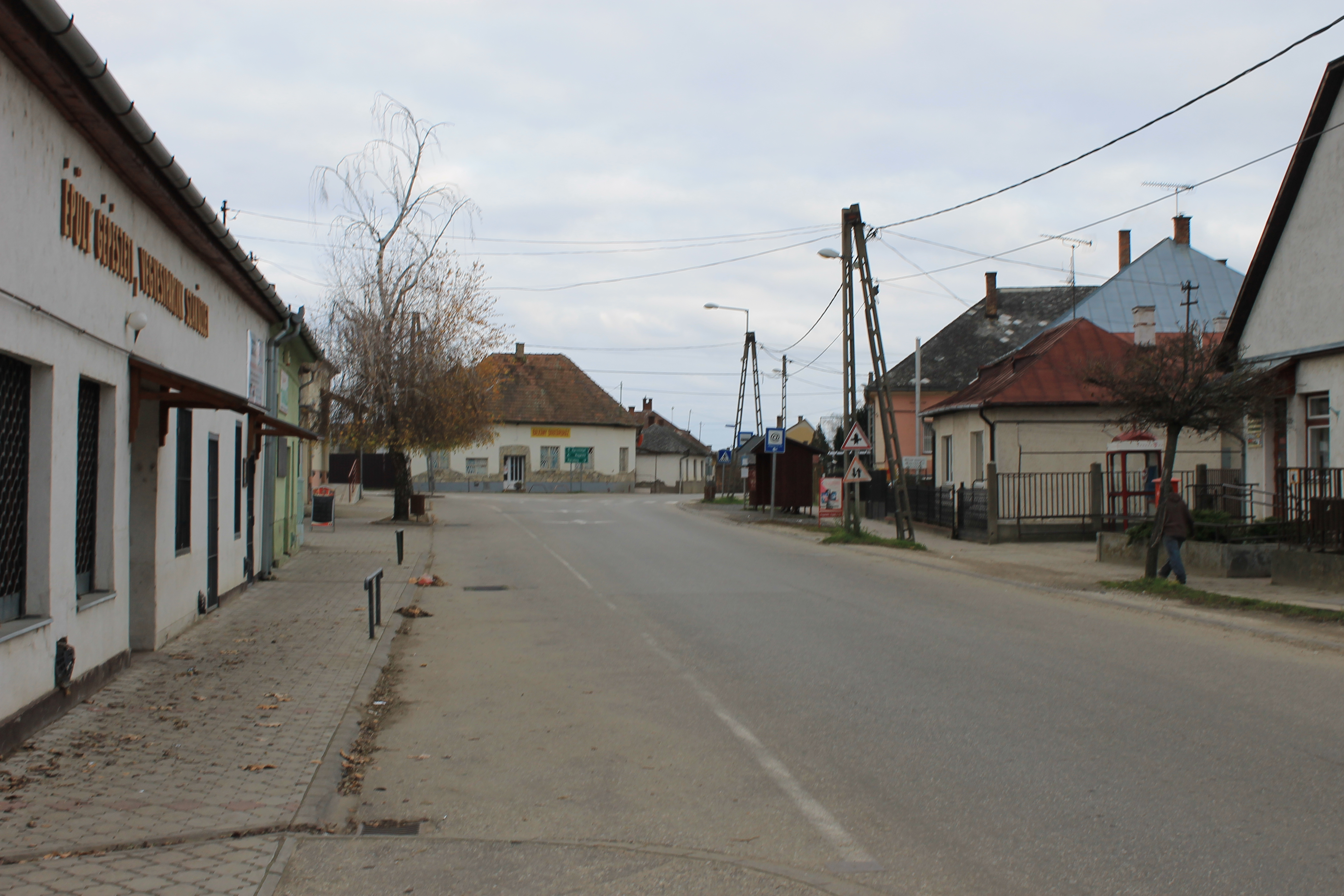

## Міста-побратими
- Слопніце, (Польща)
- Лазурі, (Румунія)